# Самоа на летних Олимпийских играх 2012
Самоа на летних Олимпийских играх 2012 была представлена в шести видах спорта.

## Результаты соревнований

### Дзюдо
Мужчины
| Соревнование | Спортсмен | Предварительный раунд | 1/32               | 1/16               | Четвертьфиналы     | Полуфиналы         | Финал              | Первый утешительный раунд | Утешительный четвертьфинал | Утешительный полуфинал | За 3 место Финал   |
| Соревнование | Спортсмен | Соперник Результат    | Соперник Результат | Соперник Результат | Соперник Результат | Соперник Результат | Соперник Результат | Соперник Результат        | Соперник Результат         | Соперник Результат     | Соперник Результат |
| ------------ | --------- | --------------------- | ------------------ | ------------------ | ------------------ | ------------------ | ------------------ | ------------------------- | -------------------------- | ---------------------- | ------------------ |
| до 73 кг     |           |                       |                    |                    |                    |                    |                    |                           |                            |                        |                    |

### Стрельба из лука
Спортсменов — 1
Женщины
| Соревнование              | Спортсменка           | Квалификация | Квалификация | 1/32 финала        | 1/16 финала        | 1/8 финала         | Четвертьфинал      | Полуфинал          | Финал              |
| Соревнование              | Спортсменка           | Результат    | Место        | Соперник Результат | Соперник Результат | Соперник Результат | Соперник Результат | Соперник Результат | Соперник Результат |
| ------------------------- | --------------------- | ------------ | ------------ | ------------------ | ------------------ | ------------------ | ------------------ | ------------------ | ------------------ |
| Индивидуальное первенство | Морин Туималеалиифано |              |              |                    |                    |                    |                    |                    |                    |

### Тхэквондо
Мужчины
| Соревнование | Спортсмен    | Турнир       | 1/8 финала                  | Четвертьфинал      | Полуфинал                        | Финал              |
| Соревнование | Спортсмен    | Турнир       | Соперник Результат          | Соперник Результат | Соперник Результат               | Соперник Результат |
| ------------ | ------------ | ------------ | --------------------------- | ------------------ | -------------------------------- | ------------------ |
| свыше 80 кг  | Кайно Томсен | За 1-е место | Энтони Обаме (GAB) пор. 2—9 | Не прошел          | Не прошел                        | Не прошел          |
| свыше 80 кг  | Кайно Томсен | За 3-е место |                             |                    | Робелис Деспанье (CUB) пор. 2—14 | Не прошел          |

Женщины
| Соревнование | Спортсменка     | Турнир       | 1/8 финала         | Четвертьфинал      | Полуфинал          | Финал              |
| Соревнование | Спортсменка     | Турнир       | Соперник Результат | Соперник Результат | Соперник Результат | Соперник Результат |
| ------------ | --------------- | ------------ | ------------------ | ------------------ | ------------------ | ------------------ |
| до 67 кг     | Талитига Кроули | За 1-е место |                    |                    |                    |                    |
| до 67 кг     | Талитига Кроули | За 3-е место |                    |                    |                    |                    |